# 589 (číslo)
Pět set osmdesát devět je přirozené číslo. Následuje po čísle pět set osmdesát osm a předchází číslu pět set devadesát. Římskými číslicemi se zapisuje DLXXXIX a řeckými číslicemi φπθ.

## Matematika
589 je:
- Deficientní číslo
- Poloprvočíslo
- Nešťastné číslo

## Astronomie
- (589) Croatia je planetka hlavního pásu, kterou objevil v roce 1906 August Kopff

## Roky
- 589
- 589 př. n. l.